# 菲洛口孵非鯽
菲洛口孵非鯽，為輻鰭魚綱鱸形目隆頭魚亞目慈鯛科的其中一種，分布於非洲Beseka湖流域，體長可達11.6公分，棲息在鹼性的溫水湖泊，夜行性，成群聚集在湖泊邊緣，生活習性不明。